# Sandoval (Teksas)
Sandoval – jednostka osadnicza w Stanach Zjednoczonych, w stanie Teksas, w hrabstwie Starr.